# Omari Westley
Omari Westley (* 3. Februar 1982 in Cleveland, Ohio) ist ein ehemaliger US-amerikanischer Basketballspieler. Nach dem Studium in seinem Heimatland wurde Westley Profi in Europa und stieg mit den Giants Nördlingen in die höchste deutsche Spielklasse auf, wo er in der Basketball-Bundesliga 2008/09 Topscorer mit knapp 16 Punkten pro Spiel war. Anschließend spielte Westley noch für einige Mannschaften in den Golfstaaten auf der arabischen Halbinsel.

## Karriere

### College (2000 bis 2005)
Westley war während seiner High-School-Zeit ein talentierter Basketballspieler mit Aussicht auf ein Sport-Stipendium der University of Arkansas. Nach der High School fehlte ihm jedoch die akademische Reife für ein Universitätsstudium, so dass er zunächst ein Jahr eine „Prep School“ hätte besuchen müssen. Stattdessen entschied sich Westley für ein Studium an einem „Junior College“ und ging im Jahr 2000 an das Wabash Valley Community College in Mount Carmel (Illinois). Mit der Hochschulmannschaft Warriors gewann er dort die Meisterschaft der National Junior Collegiate Association (NJCAA) im Jahr 2001, wechselte anschließend jedoch an das Barton County Community College in Great Bend (Kansas). Dort spielte er in der Hochschulmannschaft Cougars in der NJCAA unter anderem mit Robert Whaley zusammen, einem späteren Zweitrunden-„Pick“ im NBA-Draft 2005. Nach einem Vorfall, bei dem Westley in eine tätliche Auseinandersetzung nach einem Spiel mit einem Spieler einer gegnerischen Mannschaft verwickelt war, wurde er von seinem College suspendiert. Anschließend setzte er sein Studium in seiner Heimatstadt an der Cleveland State University fort, war aber ohne den Abschluss am Junior College ein weiteres Jahr ohne Spielberechtigung für Meisterschaftsspiele in der NCAA Division I. 2003 setzte er auch seine Basketballkarriere am College fort und spielte für die Hochschulmannschaft Vikings in der Horizon League der Division I. Die Vikings hatten jedoch in den beiden Spielzeiten 2003/04 und 2004/05 sehr negative Saisonbilanzen und waren ohne Aussicht auf eine Qualifikation für eine Endrunde in der „Postseason“. Am Ende seiner zweiten Spielzeit wurde er wegen unentschuldigten Fehlens beim Training und Spiel aus dem Kader der Vikings entfernt.

### Europa (2005 bis 2009)
In den letzten beiden Spielzeiten in der NCAA Division I konnte Westley zwar ordentliche persönliche Statistiken auflegen, doch in Verbindung mit seinen disziplinarischen Verfehlungen reichte dies nicht für einen Vertrag in einer lukrativen Liga. Trotzdem begann er 2005 einen Profikarriere und spielte zunächst auf Island für die Basketballmannschaft von KR Reykjavík, für die er am All-Star Game der isländischen Liga teilnahm. Im Januar 2006 wechselte er nach Luxemburg, wo er den Abstieg des Racing Club aus der höchsten Spielklasse nicht verhindern konnte. Zur folgenden Spielzeit bekam er einen Vertrag beim niederländischen Meister EiffelTowers aus ’s-Hertogenbosch. Nach einem schweren Autounfall blieb er jedoch in internationalen Spielen ohne Einsatz für den Verein. Bei seinem Comeback spielte Westley 2007 für Torpan Pojat aus Helsinki in der finnischen Korisliiga, bevor er im Dezember 2007 zu den Giants aus Nördlingen in die zweite deutsche Liga ProA wechselte. Mit diesem Verein gelang ihm, der zum Spieler des Monats März 2008 in der ProA ernannt wurde, noch der Sprung auf den ersten Tabellenplatz und der Gewinn der Meisterschaft in der ProA 2007/08. Nach der Lizenzerteilung für die höchste Spielklasse bedeutete dies den Aufstieg in die Basketball-Bundesliga. In der Basketball-Bundesliga 2008/09 schaffte man den Klassenerhalt und blieb dabei vor den etablierteren Vereinen LTi Gießen 46ers und Eisbären Bremerhaven. Westley war mit knapp 16 Punkten pro Spiel Topscorer der Spielzeit und Nachfolger von Tim Black, der auch für das Barton College gespielt hatte, allerdings jenes in Wilson (North Carolina) in der NCAA Division II. Westley fehlte jedoch am letzten Spieltag wegen einer Sperre nach technischen Fouls und Beleidigungen der Schiedsrichter. Nördlingen zog sich anschließend aus wirtschaftlichen Gründen wieder in die zweite Spielklasse ProA zurück.

### Karriereende (2009 bis 2011)
Trotz seines persönlichen Erfolgs als Topscorer der deutschen Bundesliga spielte Westley anschließend in keiner sportlich bedeutsamen Liga mehr, sondern war nur noch auf der arabischen Halbinsel in Kuwait und in Katar tätig. Nach 2011 war Westley nicht mehr professionell aktiv.